# Patrick O’Connell
Patrick Joseph O’Connell (8 marca 1887 w Dublinie – 27 lutego 1959 w Londynie) – Irlandczyk, był cenionym za charyzmę trenerem klubu piłkarskiego FC Barcelona w sezonie 1935–1940. W czasie gdy trenował Barcelonę wybuchła Hiszpańska wojna domowa.